# Kauan
Kauan – pierwszy pełny album fińskiej folkowo-gotyckiej grupy Tenhi.
Płyta została ponownie wydana w 2004 roku w postaci ekskluzywnego digipacka, zawierającego dodatkowe utwory. 

## Lista utworów
1. Näkin Laulu (The Chant Of Nakki) - 7:41
2. Huomen (Morrow) - 6:46
3. Revontulet (Northern Light) - 3:43
4. Hallavedet (The Glacial Waters) - 7:32
5. Etäisyyksien Taa (Beyond Distances) - 5:52
6. Lauluni Sinulle (Mavourneen's Song) - 5:42
7. Taival (Straying) - 6:44
8. Souto (Drift) - 8:20
9. Niin Auer Hiljaa Vie (tylko na reedycji z 2004 r.)
10. Kielo (wersja z perkusją i skrzypcami; tylko na reedycji z 2004 r.)

## Muzycy
- Tyko Saarikko – śpiew, instrumenty klawiszowe, gitara
- Ilkka Salminen – perkusja, gitara, śpiew
- Ilmari Issakainen – gitara basowa, gitara, fortepian, instrumenty perkusyjne, śpiew
- Eleonora Lundell - skrzypce
- Veera Partanen - sesyjnie flet